# Tanjung (Kedamean)
Tanjung is een bestuurslaag in het regentschap Gresik van de provincie Oost-Java, Indonesië. Tanjung telt 3492 inwoners (volkstelling 2010).